# Caponina paramo
Espèce
Caponina paramo est une espèce d'araignées aranéomorphes de la famille des Caponiidae.

## Distribution
Cette espèce est endémique du département de Cundinamarca au Colombie,. Elle se rencontre sur le páramo de Monserrate.

## Description
Caponina paramo compte six yeux. Le mâle holotype mesure 3,08 mm et la femelle 3,62 mm.

## Étymologie
Son nom d'espèce lui a été donné en référence au lieu de sa découverte, le páramo de Monserrate.

## Publication originale
- Platnick, 1994 : A revision of the spider genus Caponina (Araneae, Caponiidae). American Museum Novitates, no 3100, p. 1-15 (texte intégral).